# فرانك كوين (أستاذ جامعي)
فرانك كوين (بالإنجليزية: Frank Quinn)‏ هو رياضياتي أمريكي، ولد في 3 يونيو 1946 في هافانا في كوبا.